# دیوهای کماله
سردیوان، دیوهای کَماله یا کَماله‌دیوان یا کَمالگان در مزدیسنا در ردهٔ نخست موجودات بد مینوی قرار دارند. آنها شش سردیو (به قولی هفت سردیو) دیو اصلی و از نخستین آفریدگان اهریمن هستند که در برابر امشاسپندان آفریده‌های اورمزد قرار دارند. اینان به ترتیب آفرینششان اکومن، اندردیو، ساوول، ناگهیس (ترومددیو) و تریز (دیو) و زریز (دیو) نام دارند. گاه، خود اهریمن و گاه، ائشمه (دیو خشم) را بر شش دیو مذکور می‌افزایند.

## واژه‌شناسی
واژه کَماله در پهلوی kamâlag و در اوستا -ka.məreəđa به معنای چه سری! یا چه سر نفرت‌انگیزی! می‌باشد.